# چاه سرخ (احمدی)
چاه سرخ روستایی در دهستان احمدی بخش احمدی شهرستان حاجی‌آباد استان هرمزگان ایران است.

## جمعیت
بر پایه سرشماری عمومی نفوس و مسکن در سال ۱۳۹۵ جمعیت این روستا ۳۷ نفر (۱۲خانوار) بوده‌است.